# Amolops spinapectoralis
Amolops spinapectoralis är en groddjursart som beskrevs av Inger, Orlov och Ilya Sergeevich Darevsky 1999. Amolops spinapectoralis ingår i släktet Amolops och familjen egentliga grodor. IUCN kategoriserar arten globalt som otillräckligt studerad. Inga underarter finns listade i Catalogue of Life.

## Bildgalleri